# Adam de Ia Halle
 Adam de Ia Halle  (França 1240 — 1288) 
Foi trovador francês, chamado com algum carinho «Le Bossu d'Arras», autor de Le Feu de Robin et de Marion, a mais antiga pastoreia francesa, e de Le Feu de Ia Feuillée (1262), peça medieval em que a fantasia e a sátira se aliam ao valor autobiográfico.